# 오형석 가옥 문간채
오형석 가옥 문간채은 대한민국 전라남도 화순군 동복면 연둔리에 있는 건축물이다. 2006년 1월 9일 화순군의 향토문화유산 제26호로 지정되었다.